# Oval (geometrija)
Ovál (tudi jájčnica ali óvoid; latinsko ovum - jajce) je v geometriji vsaka ravninska krivulja, ki je po obliki podobna jajcu ali elipsi. Z razliko od drugih krivulj ovali niso dobro opredeljeni in se tako več različnih krivulj imenuje oval. Takšna krivulje imajo nekaj skupnih značilnosti:
- so odvedljive (gladke), preproste (se ne sekajo), konveksne, sklenjene, ravninske krivulje,
- njihova oblika se ne razlikuje preveč od krožnice ali elipse in
- imajo vsaj eno os simetrije.

Oval ima C2-gladkost. Lahko nastopi več primerov. Polkrožnico lahko združimo s polovico elipse, dve polkrožnici z daljicama ali pa dva krožna loka povežemo z drugima dvema krožnima lokoma (na slikah).
»Zaokrožen pravokotnik« ni v resnici oval, vendar se tekmovalne steze ali športna igrišča velikokrat imenujejo ovali.
Drugi primeri ovalov so:
- Cassinijeve jajčnice
- eliptične krivulje
- superelipsa

## Oblika jajca
Oblika jajca je približno podobna žogi za ragbi (polovica raztegnjenega sferoida in polovica sploščenega sferoida), oziroma elipsoidu, kjer imata glavni osi osno simetrijo. Čeprav izraz oblika jajca po navadi nakazuje, da telo nima osne simetrije vzdolž ekvatorske ravnine, se lahko nanaša na pravi raztegnjen sferoid.